# Maomé Xaibani de Bucara
Maomé Xaibani ou Muhammad Shaybani Khan (em usbeque: Muhammad Shayboniy), também conhecido ou grafado como Muhammad Shibani, Abul-Fath Shaybani Khan, Shayabak Khan, Shahi Beg Khan ou Shibägh (c. 1451 — Merve, 2 de dezembro de 1510) foi um líder usbeque que deu continuidade ao empreendimento do seu avô Abul Cair Cã (r. 1428–1468) de reunir várias tribos usbeques e lançou as fundações para a sua ascendência na Transoxiana e a criação do Canato de Bucara. Era um membro do clã mongol dos xaibânidas, descendente de Xaibã, filho de Jochi, o filho mais velho de Gêngis Cã. O seu pai era Xeique Haidar (ou Budaque Sultão), filho de Abu Cair Cã.

## Genealogia
O líder do ulus usbeque Abul Cair Cã teve onze filhos, um deles Budaque Sultão, o pai de Maomé Xaibani. O nome da mãe deste era Aque Cuzi Begum. Segundo o historiador Camaladim Binai, Budaque Sultão deu ao seu filho o nome de Sultão Maomé Xaibani e uma alcunha — Xibaguete (Shibagt). O pai de Xaibani era uma pessoa culta, sob cujas ordens foram feitas traduções para turco de muitas obras em persa. O nome completo de Maomé Xaibani era, segundo algumas fontes, Abu Alfate Maomé Cã Xaibani (Abu'l-Fath Muhammad Khan Shaybani), e também foi conhecido como Xaquibeque Cã (Shakhibek Khan). Era descendente direto de Xaibã, filho de Jochi, que por sua vez era filho de Gêngis Cã.
Na obra Tevarikh-i guzida-yi nusrat-nameh (em chagatai: تواریخ گزیده نصرت‌نامه,; "Histórias selecionadas do Livro das Vitórias") há um detalhe curioso na genealogia de Maomé Xaibani: a esposa dum dos seus antepassados, Munque Timur, era filha de Jandibeque, uma descendente de Ismail Samani, o primeiro grande emir samânida (r. 892–907).

## Ascensão ao poder
Xaibani começou por ser um oficial do exército do governante timúrida de Samarcanda, Sultão Amade Mirza, onde comandou um contigente de 3 000 homens e teve como superior o amir Abedal Ali Tarcã. Porém, quando Amade Mirza entrou em guerra com Mamude (m. 1508), o cã do Mogulistão ocidental, filho de Iunus Cã, para reclamar Tasquente, Xaibani encontrou-se com Mamude e acordou com ele trair Amade e saquear o exército deste. Isso concretizou-se em 1488, na Batalha do rio Chirchique, que se saldou numa vitória decisiva do Mogulistão. Como recompensa, Mamude Cã deu a Xaibani o Turquestão (não é claro a que se refere este Turquestão, mas provavelmente é à cidade com esse nome, atualmente no Cazaquistão). Ali, devido à opressão que exerceu nos cazaques locais, Xaibani acabou por provocar uma guerra entre o Mogulistão e o Canato Cazaque. O Mogulistão foi derrotado nesta guerra, mas Xaibani ganhou poder entre os usbeques e decidiu conquistar Samarcanda e Bucara a Amade Mirza. Os emires subordinados de Mamude convenceram-no a ajudar Xaibani nessa campanha e marcharam juntos para Samarcanda.

## Fundação da Dinastia Xaibânida
Dando continuidade à políticas do seu avô Abul Cair Cã (r. 1428–1468), Maomé Xaibani expulsou os timúridas da sua capital Samarcanda em 1500 e envolveu-se em várias campanhas contra o líder timúrida Babur, que depois fundaria o Império Mogol. Em 1505 recapturou Samarcanda em 1507 tomou Herate aos timúridas. Bucara foi conquistada por Xaibani em 1506, onde estabeleceu o Canato de Bucara. Em 1508–1509 levou a cabo vários raides a norte, saqueando territórios do Canato Cazaque. No entanto, em 1510 sofreu uma pesada derrota frente aos cazaques comandados por Casim Cã.
| “ | Um dia Xaiabani visitou o Xeque Mansur e este disse-lhe: "olho para ti, usbeque, e vejo que desejas tornar-te um soberano!". E depois mandou que fosse servida comida. Quando tudo tinha sido comido e a toalha da mesa foi tirada, o Xeque Mansur disse: "como uma toalha de mesa é tirada pelas pontas, assim tu deves começar pela periferia do estado (reino)." Xaibani teve em conta este conselho nada ambíguo deste seu novo mentor e acabou por conquistar o estado timúrida. | ” |
|   | — Sultanov, T. I. (2006), Gêngis Cã e os seus descendentes, Moscovo, p. 139. |   |

## Política diplomática e religiosa
Xaibani manteve relações com o Império Otomano e a China. Em 1503 chegou uma embaixada sua à corte do imperador Mingue Hongzhi e aliou-se ao sultão otomano Bajazeto II (r. 1481–1512) contra o xá safávida Ismail I (r. 1501–1524).
Xaibani não fez qualquer distinção entre iranianos e turcos com base na etnia, seguindo o hádice de Maomé «Todos os muçulmanos são irmãos». No estado por ele governado, os xiitas coexistiram pacificamente com a maioria sunita e inclusivamente alguns deles tiveram cargos elevados na corte xaibânida. Uma das figuras religiosas com mais autoridade, um nativo do Iémen, Emir Saíde Xameçadim Abedalá Alárabi Aliamani Alhadramauti, conhecido como Miriárabe (Mir-i Arab), foi patrocinado por Xaibani Cã e foi uma presença muito frequente nas reuniões no divã (corte), além de ter acompanhado o cã nas sua campanhas militares.

## Últimos anos de vida e morte

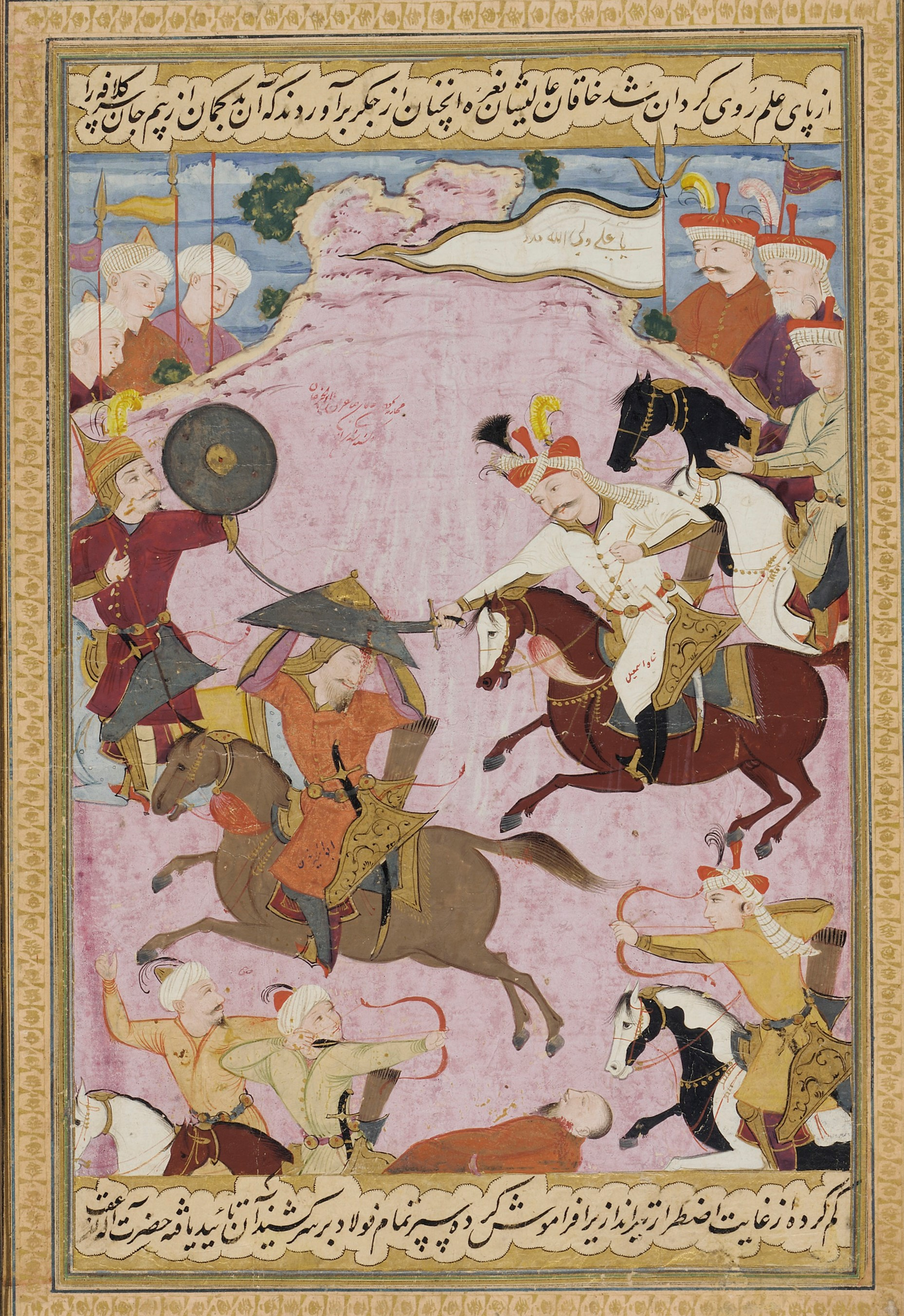
A numa gravura persa de c. 1688

Os últimos anos de Xaibani Cã foram difíceis. Na primavera de 1509 a sua mãe morreu. Depois do seu funeral em Samarcanda, Xaibani foi para Carxi, onde se reuniu com os seus familiares e os autorizou a dispersarem para os seus ulus (ou beilhiques ou principados). O sobrinho Ubaidalá foi para Bucara, Maomé Temur para Samarcanda, Hâmeza Sultão para Gissar, etc. Xaibani foi para Merve (atual Mary, no Turquemenistão) com um pequeno destacamento.
Entretanto a guerra com os safávidas, iniciada em 1502 por Ismail I devido ao crescente poderio de Xaibani, prosseguia. Em 1510, quando este se encontrava em Herate, ao saber das derrotas de Xaibani frente aos hazaras, Ismail invadiu a parte ocidental de Coração avançou rapidamente em direção a Herate. Xaibani Cã tinha perdido grande parte da sua cavalaria nos combates com os hazaras e não tinha muitas tropas à sua disposição. O seu exército principal estava estacionado em Mauaranar (Transoxiana, mais a norte), pelo que, após consultar os seus emires, apressou-se a procurar refúgio atrás das muralhas de Merve. As tropas safávidas tomaram Astrabade, Mexede e Sarakhs. Todos os emires de Xaibani que estavam em Coração, incluindo Jã Uafa, fugiram do exército safávida-quizilbache e foram para Merve. Xaibani enviou um mensageiro a Ubaidalá Cã e a Maomé Temur Sultão com um pedido de ajuda. Entretanto, Ismail chegou a Merve e levantou um cerco que durou um mês, mas não teve sucesso. Recorreu por isso a um estratagema para fazer sair Xaibani da cidade, fingindo uma retirada.
Segundo algumas fontes, uma das esposas de Maomé Xaibani, Aixa Sultana Canum, mais conhecida como Mogul Canum, tinha uma grande influência sobre o marido e a sua corte. Quando no Kengesh (conselho do cã) foi debatido se se deviam fazer tropas da cidade para perseguir o exército de Ismail em retirada, os emires sugeriram que se esperasse dois ou três dias até que chegassem reforços vindos de Mauaranar, mas a esposa amada de Maomé Xaibani, que também estava presente no conselho militar, disse ao marido: «E tu temes os quizilbaches! Se estás com medo, eu própria levarei as tropas e as comandarei. Agora é o momento certo, não haverá outra ocasião como esta outra vez.» Depois destas palavras de Mogul Canum, todos pareceram ficar envergonhados e as tropas do cã saíram para combater os persas e quizilbaches.
Os dois inimigos enfrentaram-se na Batalha de Merve, na qual o exército de Ismail, constituído por 17 000 homens, cercaram as tropas xaibânidas, que foram derrotadas após combates renhidos. Xaibani Cã foi morto quando tentava pôr-se em fuga e o que restava do seu exército foi morto pelas flechas do inimigo. Ismail mandou decapitar Xaibani e fazer da caveira uma taça coberta a ouro e cravejada de joias, que enviou ao seu outro inimigo, o sultão otomano Bajazeto. Citando o Baburnama (as memórias de Babur), Edward Singleton Holden apresenta uma versão diferente e incoerente da história da cabeça de Xaibani: a cabeça foi empalhada e enviada a Bajazeto mas ao mesmo tempo foi usada para fazer uma taça pela qual bebia. As restantes partes do cadáver de Xaibani foram expostas publicamente em vários lugares do império ou, segundo outros autores, espetadas num poste na porta principal de Samarcanda.

## Personalidade
Além de político e comandante militar, Maomé Xaibani foi também poeta e erudito em árabe, persa e turco, que patrocinou intelectuais e construiu várias mesquitas e estabelecimentos de ensino. Na juventude foi um profundo amante de história. Em 1475 foi-lhe oferecido um livro sobre a vida de Alexandre, o Grande — uma cópia do Iskandarnamah escrito em turco otomano. O autor medieval Nisari reconheceu Xaibani como um académico do Alcorão.
Em Londres encontra-se um manuscrito do seu trabalho filosófico e religioso Bahru’l-huda, escrito 1508 em chagatai, a língua literária turca centro-asiática. Contém a sua própria perspetiva de vários temas religiosos e apresenta a sua ideia das bases do islão: arrependimento dos pecados, misericórdia e outros. Xaibani mostra que tinha excelentes conhecimentos dos rituais muçulmanos e dos deveres diários do devoto muçulmano.

## Família

### Consortes
- Zura Begui Aga (Zuhra Begi Agha) com quem casou em 1499 ou 1500; era uma nobre usbeque que antes foi esposa do príncipe timúrida Sultão Mamude Mirza.[25]
- Mir Nigar Canum (Mihr Nigar Khanum), com quem casou em 1500 e de quem se divorciou em 1501; era filha de Iunus, cã do Mogulistão e de Aisã Daulate Begum (avó de Babur).[25]
- Canzada Begum (Khanzada Begum), com quem se casou em 1501 e se divorciou pouco depois; era a irmã mais velha de Babur e sobrinha de Mir Nigar Canum.[25]
- Aixa Sultana Canum (Aisha Sultan Khanum), com quem casou em 1503; era filha de Mamude, cã do Mogulistão.
- Canzada Canum (Khanzada Khanum), com quem casou em 1507; antes foi casada com o imperador timúrida Huceine Baicara e era filha de Ahmad Khan de Haji Tarkhan e de Badi-ul-Jamal Begum.[26]

### Filhos
- Maomé Temur Sultão (Muhammad Temur Sultan) [27]
- Currã Xá (Khurram Shah), filho de Canzada Begum.[25]
- Maomé Raim Sultão (Muhammad Rahim Sultan), filho de Aixa Sultana Canum.[25]